# Bosnisch-herzegowinische Badminton-Juniorenmeisterschaft
Bosnisch-herzegowinische Badminton-Juniorenmeisterschaften werden seit 2008 ausgetragen. Im selben Jahr starteten auch die Titelkämpfe der Erwachsenen.

## Die Juniorentitelträger
| Saison    | Herreneinzel        | Dameneinzel    | Herrendoppel                    | Damendoppel                       | Mixed                          |
| --------- | ------------------- | -------------- | ------------------------------- | --------------------------------- | ------------------------------ |
| 2008      | Miloš Tomić         | Adrijana Savić | Miloš Tomić Stefan Pavičić      | Adrijana Savić Elena Kevac        | Miloš Tomić Adrijana Savić     |
| 2009      | Slobodan Stijaković | Adrijana Savić | Miloš Tomić Slobodan Stijaković | Danijela Zeljković Lenka Grahovac | Miloš Tomić Danijela Zeljković |
| 2010 2024 | keine Daten         | keine Daten    | keine Daten                     | keine Daten                       | keine Daten                    |